# 西頭村

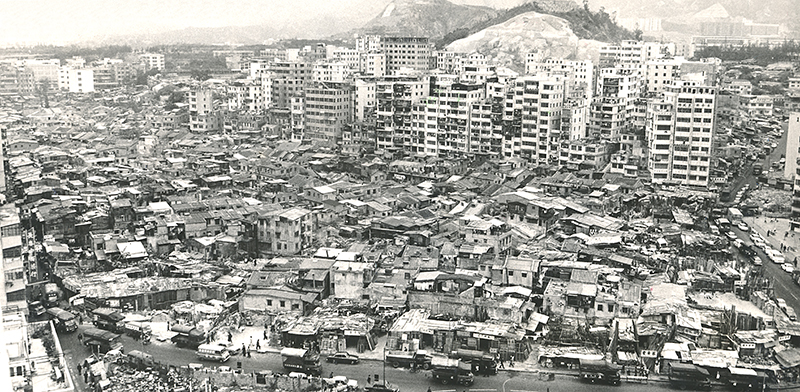
從九龍城樓宇俯瞰西頭村和九龍城寨（1972年）

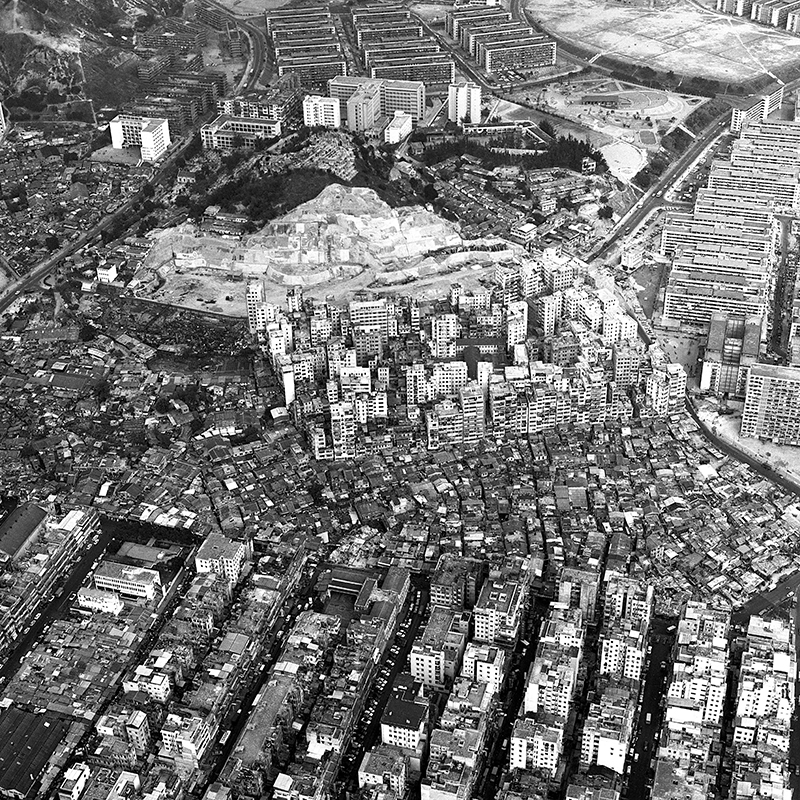
西頭村鳥瞰圖（1973年）

西頭村（英語：Sai Tau Village），是香港九龍城區一條已拆卸的寮屋村落，村落於1980年代中期清拆，原址現建成賈炳達道公園和九龍城廣場。

## 歷史

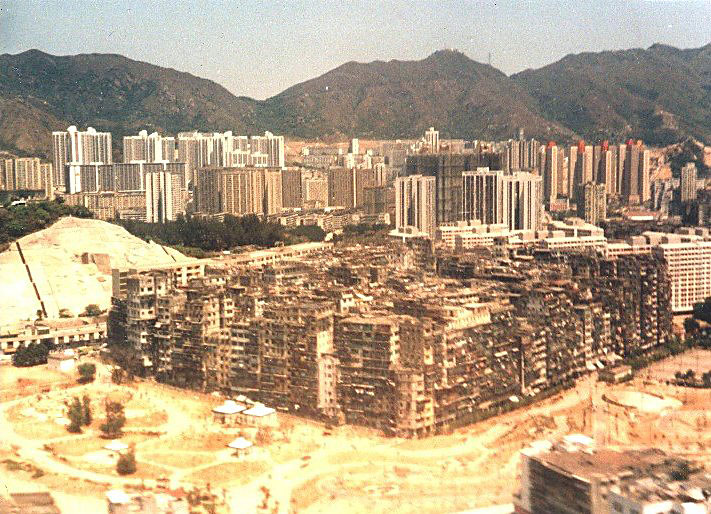
西頭村全面清拆後、九龍城寨清拆前的鳥瞰圖（1989年）

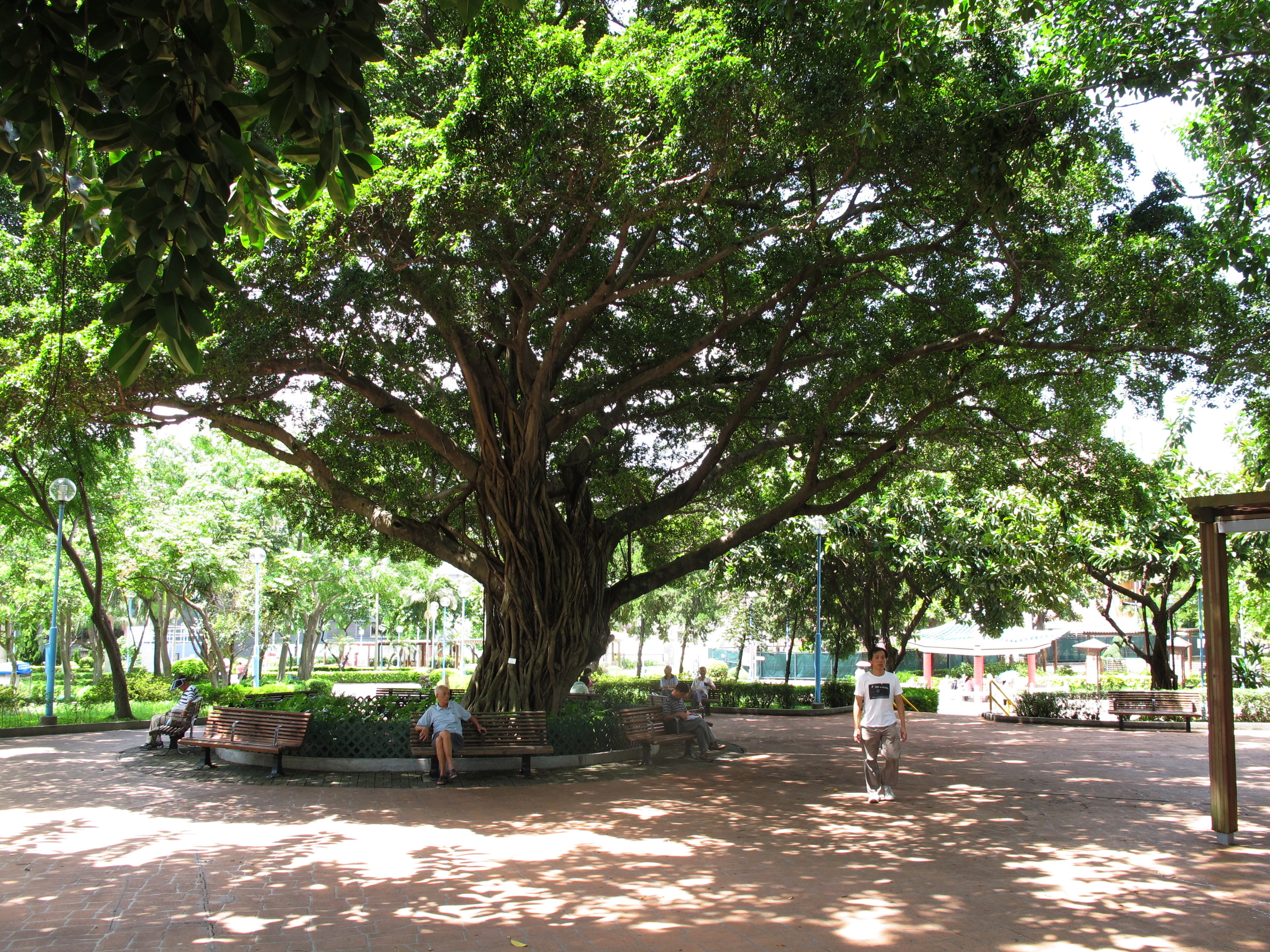
賈炳達道公園保留了原西頭村片場內的一棵老榕樹，此地曾為電視節目《城市論壇》的舉辦地點。

西頭村位於原九龍寨城西面和南面，村落因居民聚居在九龍寨城西邊城牆外的田野（土名城籬下）而得名。西頭村與東頭村相對應，兩村被九龍街墟市所分隔。
自20世紀初開始，國內難民分階段湧入香港，西頭村逐漸發展成一片龐大的寮屋區，頻頻發生治安、衛生、火災和水患等問題。村內設有不少工場和數間電影公司片場。1930年代九龍城作現代化發展後，西頭村的範圍限於九龍城寨和賈炳達道之間。20世紀中期，西頭村與九龍城寨之間基本上已是密不可分，甚至被視為九龍城寨的延伸部份。1974年，西頭村連同九龍城寨住有居民約五萬人。
香港政府曾多次計劃清拆西頭村。1970年代中，政府曾計劃全面清拆西頭村以興建美東邨的餘下座數，但在居民的反對下擱置計劃。
西頭村的西面部份於1981年被清拆。1970年代中，1984年12月，中英兩國簽訂《中英聯合聲明》處理香港問題，並解決九龍寨城問題，位於城外的西頭村剩餘部份於1985年至1986年期間全面清拆，合資格村民獲安置到牛頭角樂華邨。

## 街道和地標
- 西頭村第一街
- 西頭村第二街
- 西頭村第三街
- 西頭村中街
- 長樂街
- 城龍街
- 安樂街
- 鶴佬大街（鶴佬村範圍）
- 西頭新村
- 國家片場
- 自由片場

## 知名村民
- 張壽仁：清末年間秀才[6]

## 流行文化
- 《城寨出來者》
- 《新聞透視 - 西頭村清拆》
- 《陋巷》舞台劇

## 外部連結
- 歷史檔案館 - 1960至1970年代九龍寨城